# Anthony Simmons
Pour les articles homonymes, voir Simmons.
Anthony Simmons est un réalisateur et scénariste britannique né le 16 décembre 1922 à West Ham (Royaume-Uni) et mort le 22 janvier 2016.

## Filmographie

### comme Réalisateur
- 1951 : Sunday by the Sea
- 1953 : Bow Bells
- 1960 : Your Money or Your Wife
- 1965 : Quatre Heures du matin (Four in the Morning)
- 1973 : Les Optimistes (The Optimists)
- 1977 : Black Joy
- 1987 : The Day After the Fair (TV)
- 1989 : Une adorable petite garce (Little Sweetheart)

### comme Scénariste
- 1951 : Sunday by the Sea
- 1953 : Bow Bells
- 1954 : Passing Stranger
- 1965 : Quatre Heures du matin (Four in the Morning)
- 1977 : Black Joy
- 1981 : Opération Green Ice (Green Ice)
- 1989 : Une adorable petite garce (Little Sweetheart)